# Pilone alare

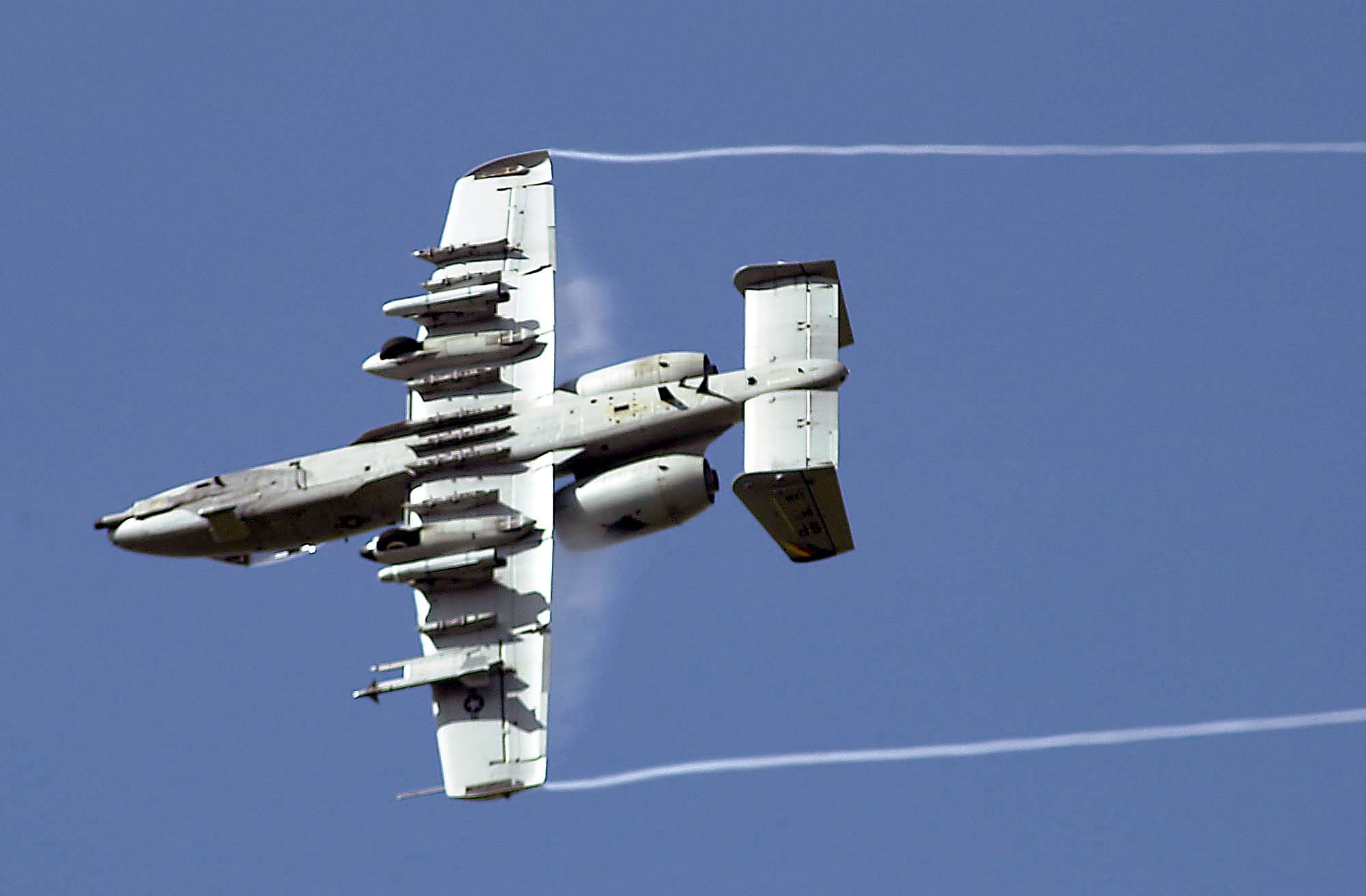
Un Fairchild-Republic A-10 Thunderbolt II con numerosi piloni.

Il pilone alare nelle costruzioni aeronautiche è un elemento strutturale rigido e carenato, utilizzato generalmente per sostenere esternamente alla fusoliera o alle ali elementi esterni come: gondole dei motori, serbatoi alari o armamenti.

## Aggancio sub-alare

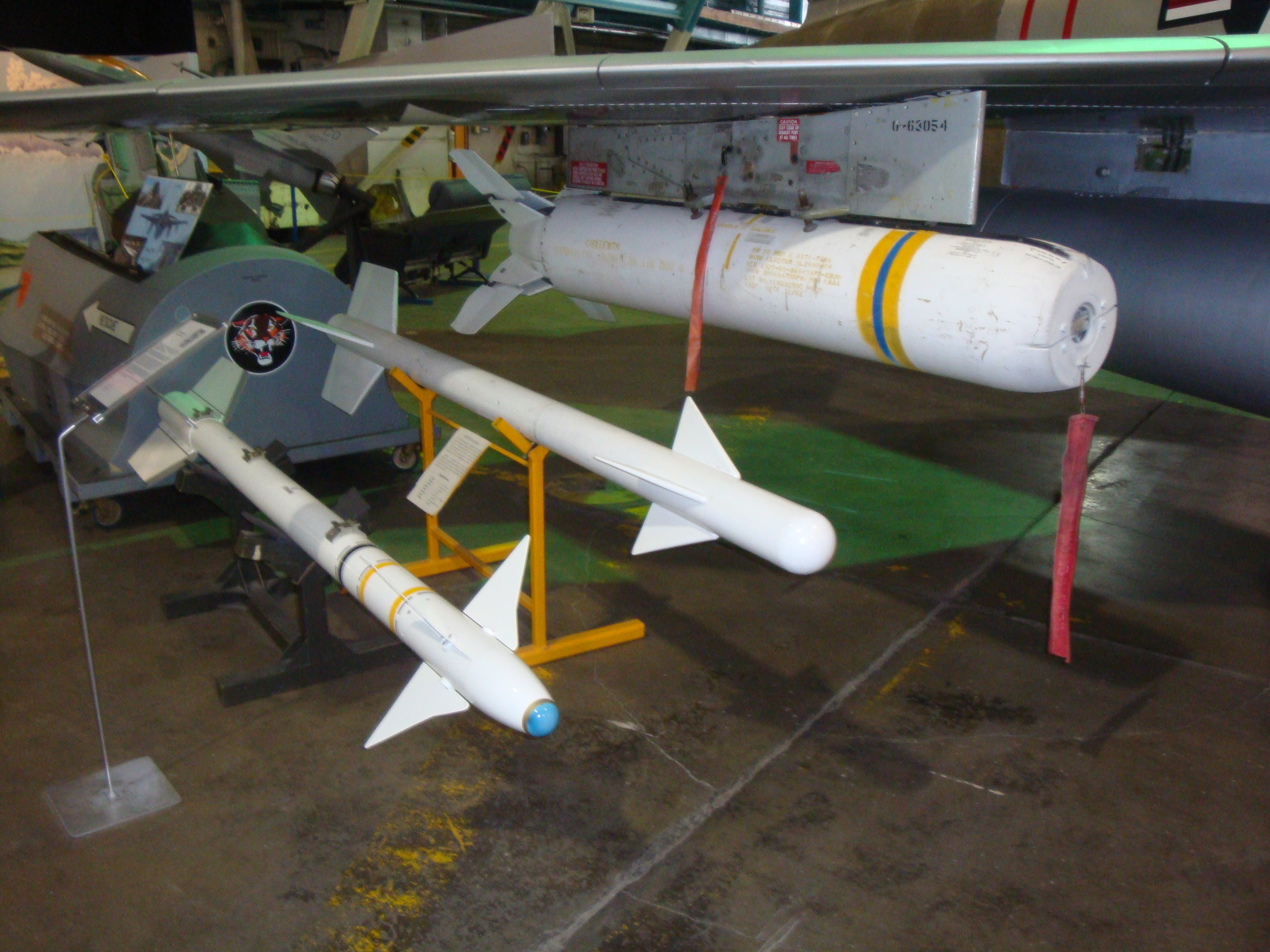
Esempio di pilone sub alare per un missile, di un velivolo presente al Wings Over the Rockies Air and Space Museum

In termini aeronautici è definito aggancio sub-alare, un punto definito in base alla verifica con il centro di gravità del velivolo, per poter ospitare carichi aggiuntivi eventualmente anche sganciabili.

## Guscio

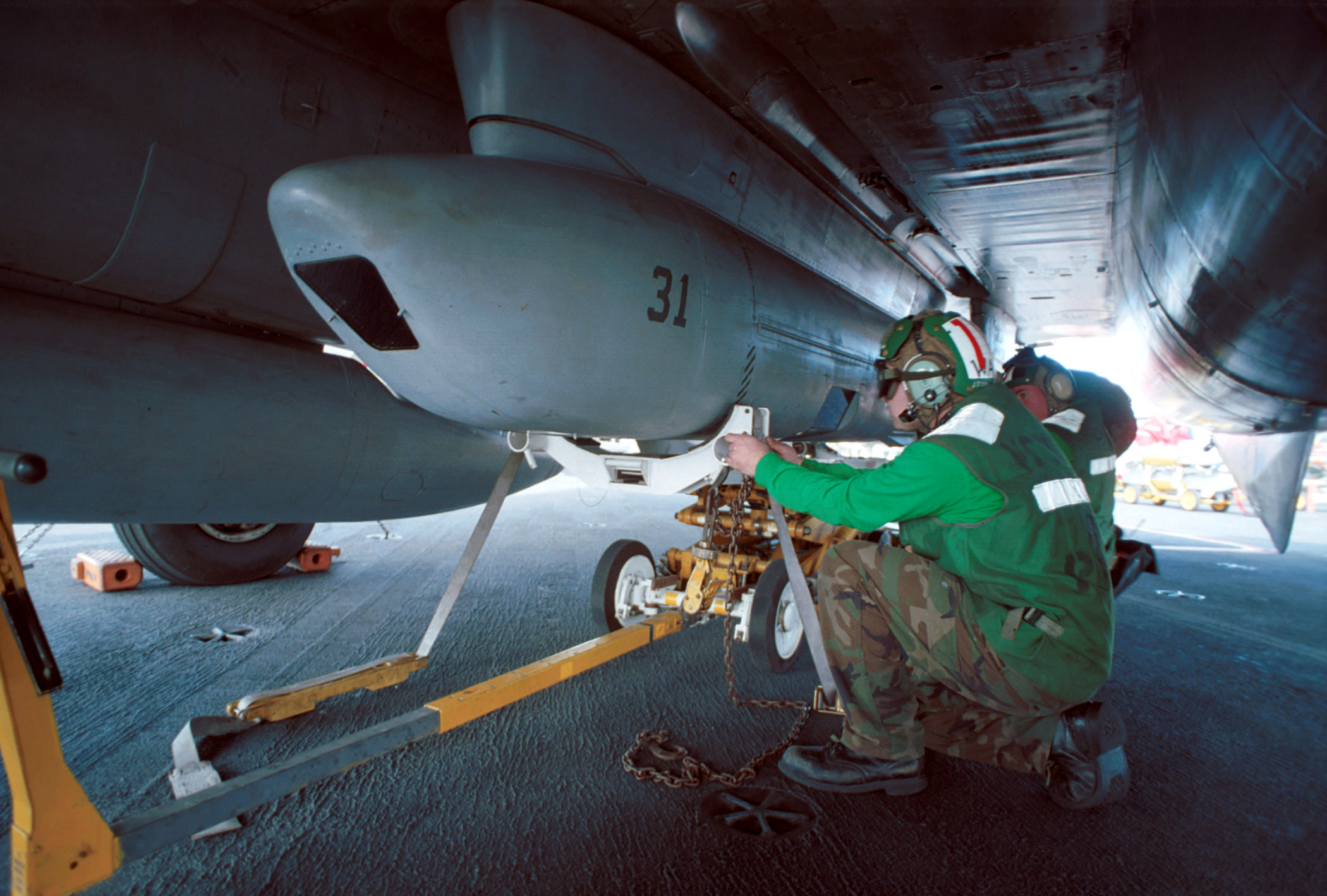
Pod del sistema TARPS (Tactical Airborne Reconnaissance Pod System di un Grumman F-14 Tomcat della U.S. Navy)

Il guscio (o pod) è un elemento esterno in grado di ospitare tipi di armamento o sensori esterni collegati attraverso agganci o piloni alari al velivolo.

## Baia d’armamento

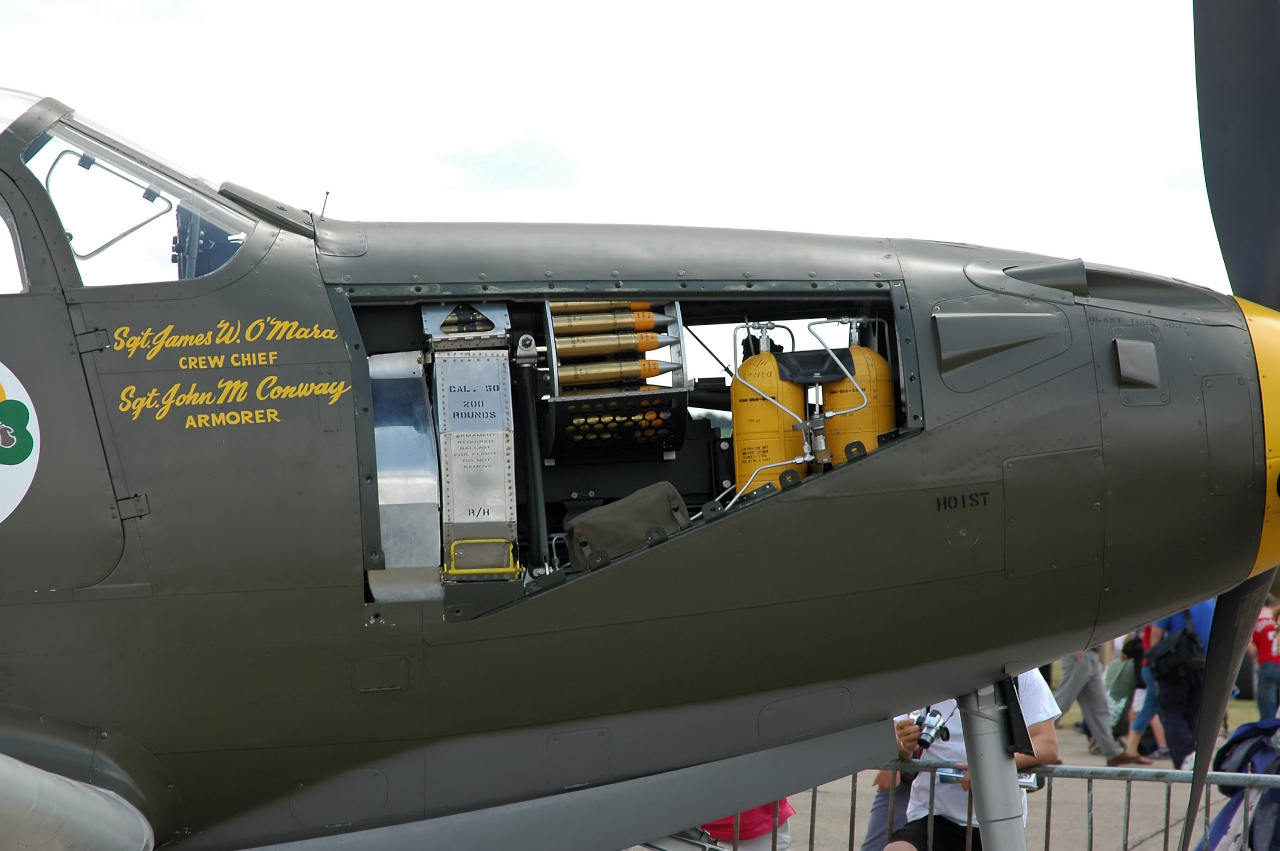
Baia armamento del Bell P-39 Airacobra

È un’area dedicata ad ospitare armamenti all’interno del velivolo.

## Rastrelliera missili
La rastrelliera (o rack) è un elemento dedicato ad ospitare armamenti esterni ad un’aerodina in modo tale da aumentarne la capacità offensiva.